# Trstenjak cvrkutić
Trstenjak cvrkutić (lat. Acrocephalus scirpaceus) je ptica pjevica koja obitava u Europi i umjerenoj zapadnoj Aziji. Selica je, zimuje u subsaharskoj Africi. Životni vijek joj je 12 godina.

## Opis
Srednje je veličine, duga je oko 13 cm, a teška je 10-15 grama. Raspon krila joj je 17-21 cm. Krilima može mahnuti 18 puta u sekundi, a preleti 10 metara u sekundi. Gornji dio tijela joj je smeđe, a gornji žućkaste boje. Mužjaci i ženke imaju istu boju. Čelo je spljošteno, a kljun je jak i šiljast. Ovim pticama kao hrana najčešće služe razne vrste kukaca, ali često jedu i mlade bobice.

## Razmnožavanje
Spolnu zrelost ptice steknu s godinu dana života. Sezona parenja je od svibnja do srpnja. Gnijezdo se sastoji od trave. Ženka postavlja tri do pet jaja koja inkubiraju 11-14 dana naizmjenično od oba partnera. Ptići borave u gnijezdu 10-14 dana. Zbog slične boje, u gnijezdu se mogu naći i kukavičja jaja.